# النزاع السوداني الإثيوبي على الفشقة
النزاع السوداني الإثيوبي على منطقة الفشقة هو نزاع حدودي علي منطقة الفشقة بين السودان واثيوبيا يعود تاريخه إلى خمسينات القرن العشرين، لكنه ظل نزاعاً محدوداً بين مزارعين إثيوپپين ونظرائهم السودانيين، حيث أن اثيوبيا اعترفت بان الأرض المتنازع عليها تابعة للسودان ولكنها حسب اتهام السودان تماطل في إعادة وضع العلامات الحدودية التي انتزعها المزارعون الإثيوبيون والذين توفر لهم اثيوبيا حماية غير مباشرة.

## خلفية النزاع
تنطلق نظرة السودان للحدود بينه وبين اثيوبيا والممتدة على طول 725 كيلو متر (450.49 ميل). بأنها حدوداً وضع البريطانيون علاماتها في عام 1902 بهدف وقف التهديد الذي كانت تشكله رغبة الفرنسيين في الوصول إلى وادي النيل في السودان من الشرق، ولصد السياسات التوسعية لإمبراطور الحبشة، منليك الثاني وتحجيم مناطق نفوذه. لذا، فأن أحقية السودان في المناطق المتنازع عليها في الفشقة تأتي من منظور ميراث مرحلة السيطرة البريطانية على تلك المناطق والتي كانت تاريخياً تابعة للدولة المهدية الوطنية في السودان. أما نظرة إثيوبيا للحدود فتنطلق من أن الإستعمار وضع تلك الحدود لتخدم مصالحه.
أدت التفاهمات بين حكومة السودان وتحالف الجبهة الثورية الديمقراطية الشعبية الإثيوبية بقيادة التيغراي في إثيوبيا والتي بلغت ذروتها في عام 1995 إلى توصل الطرفين السوداني والاثيوبي إلى حل وسط يقضي باعتراف إثيوبيا بالحدود القانونية، مقابل سماح السودان للإثيوبيين بالاستمرار في العيش هناك دون عائق. ولكن بدخول البلدين مرحلة التغيير في الحكم في عام 2018 بدأت بوادر انهيار تظهر على تلك التفاهمات. وتعالت أصوات من داخل قومية الأمهرا تعارض الاتفاق الذي رعاه وأشرف عليه من الجانب الإثيوبي أباي تسهاي، مستشار الأمن القومي لرئيس الوزراء الأسبق، مليس زيناوي، وأحد أبرز قيادات جبهة تيغراي. وبعد تراجع نفوذ التيغراي في اثيوبيا ووصول آبي أحمد إلى سدة الحكم في 2018، أدانت قيادات الأمهرا الاتفاق بشكل علني وصريح ووصفته بالصفقة السرية، التي لم يتم التشاور بشأنها معهم. وتحت ضغوط هذه القيادات وكان بعضها يمتلك مزارع في الفشقة أعلن رئيس الوزراء آبي أحمد، في 18 أكتوبر/ تشرين الأول 2018، عن أن إثيوبيا والسودان لم يوقِّعا أية اتفاقية بعد عام 1972 حول الحدود مؤكداً على أن أي اتفاق حول الحدود بين البلدين بعد 1972 يعتير لاغياً لا أثر له.

## الموقع

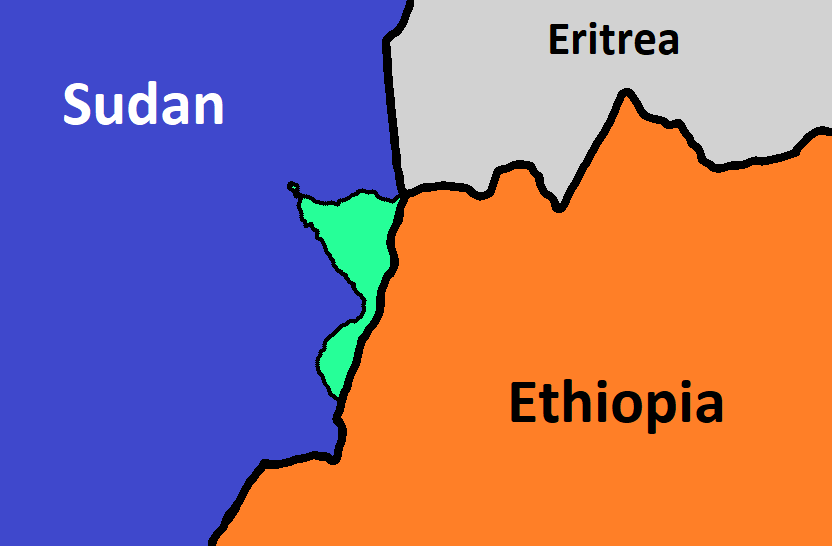
مثلث الفشقة (اللون الأخضر الخفيف)

تمتد الفشقة على طول الحدود السودانية الإثيوبية ويشقها نهر باسلام إلى جانب نهري ستيت وعطبرة، تحدها من الشمال ولاية كسلا ومحلية البطانة بالسودان والحدود الإثيوبية ومن الشرق محلية القضارف ومحلية القلابات الغربية بالسودان.

## مثلث الفشقة
تمتد الفشة من منطقتي نهري نهري سيتيت، وباسلام شرقا وحتى منطقة القلابات جنوبي القضارف، وتعرف أيضا باسم مثلث الفشقة لتمييزها عن مثلث أم بريقة في الخرائط الحدودية. وتضم الفشقة أخصب الأراضي الزراعية في السودان.وتنقسم إلى ثلاثة مناطق أصغر وهي: الفشقة الكبرى والفشقة الصغرى والمنطقة الجنوبية.

## مساحة الفشقة
تبلغ مساحة الفشقة حوالي 2 مليون فدان أي 5700 كيلومتر (3541.815 ميل) مربع، وتمتد على مسافة 168 كيلومترا (104.390 ميل) على طول الحدود الإثيوبية السودانية من مجمل المسافة الحدودية لولاية القضارف السودانية مع إثيوبيا والتي تبلغ حوالي 265 كيلومتر (164.663 ميل).

## الطوبغرافيا

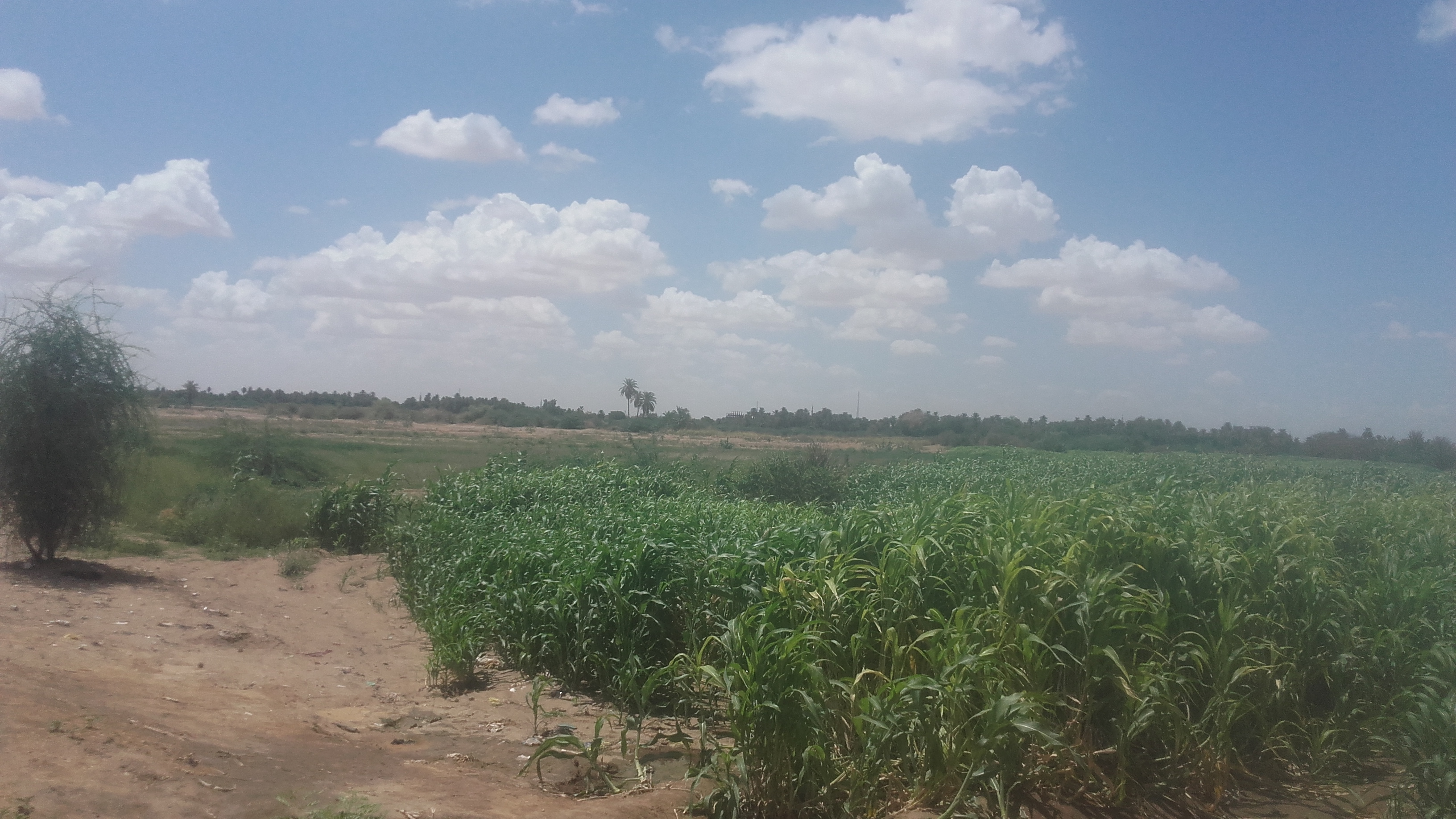
مقرن عطبرة

تختلف الفشقة من حيث ارتفاعها من سطح البحر من منطقة لأخرى. ففي منطقة حليبة يبلغ الإرتفاع 515 متر (1689.63 قدم)، وفي ود العماس 511 متر (1676.51 قدم)، وفي الجزاير 512 متر (1679.79 قدم)، وفي عرديب 507 متر (1663.39 قدم)، وفي قريضة 506 متر (1965.22 قدم)، وفي قبوب 551 متر (1807.59 قدم. وفي ود الحليو 520 متر (1745.75 قدم) وحمد الصوفي 518 متر (1663.48 قدم) والرميلة 507 متر (1663.39 قدم) والخرتاح 539 متر (1768.37 قدم).

### التلال والجبال
- جبل اللوكدي
- جبل أبوطيور
- جبل أبو قمل

### الأنهر والخيران
تشق أرض الفشقة عدة مسطحات مائية تكاد تكون كلها موسمية تفيض بالمياه في موسم الأمطار بمرتفعات اثيوبيا وشرق السودان وبينما تجري المياه في عدد قليل منها مثل نهر سيتيت في المواسم غير المطيرة ولكن في مجاري صغيرة متقطعة وبرك مائية.
- نهر عطبرة
- نهر سيتيت
- نهر باسلام
- خور رويان
- خور أم حجر (بادميت)
- خور القرقف

تم ترسيم الحدود بين اثيوبيا والسودان إبان الحكم الثنائي للسودان وفي عهد الإمبراطور منليك الثاني ملك ملوك أثيوبيا عام 1902، ضمن معاهدة أديس ابابا 1902 بموجب مذكرة تقدم بها اللورد كتشنر حاكم عام السودان، آنذاك، بعد موافقة الحكومة البريطانية، ووقع عليها من الجانب الإنجليزي هارينجتون وقاد عملية الترسيم الرائد غوين. ومع اعتراف حكومة إثيوپيا قانونياً باتفاقية «هارنجتون - منليك» لترسيم الحدود في عام 1902 وكذلك اعترافها ببروتوكول الحدود لسنة 1903، واتفاقية عام 1972 مع حكومة السودان المستقلة بأن منطقة الفشقة أرضاً سودانية، لكن في الواقع الأمر ليس كذلك كما يبدو، فلا تزال أجزاء من الفشقتين تحت سيطرة جماعات إثيوپية وسلطات اقليمية تدعي بأن لديها حقوقاً عليهما.

## العلامات الحدودية
يبدأ خط الحدود بين السودان واثيوبيا في منطقة الفشقة من علامة حدودية تقع في الضفة اليمنى من نهر القاش جنوب جبل قالا ثم يمتد حتى جبل أبو قمل وتلال البرك حيث تم وضع علامة حدودية وسط صخرة. ومن هناك يستمر الخط إلى جبل كورتيب ثم إلى جزع شجرة وسط حجارة وصخور وحتى جبل ثوار، ووضعت صورة من بروتوكول الحدود لسنة 1903م وعلامة بالقرب من شجرة هجليج، وكذلك وضعت علامة للحدود وصورة من البروتوكول نفسه على صخرة مرتفعة في الضفة اليمنى من نهر سيتيت عند تقاطعه مع خور الرويان. وهذه العلامات عبارة عن اعمدة من الأسمنت. وعلى الرغم من أن المزارعين الإثيوبيين انتزعوا بعضها إلا أن من الممكن التعرف على أماكنها من احداثيات الخرط المرفقة بالإتفاقيات.

## الإتفاقيات الحدودية
- معاهدة عام 1902 لترسيم الحدود الإثيوبية السودانية بين حكومة إثيوبيا والحكم الثنائي في السودان والتي نصت على إنشاء لجنة لترسيم الحدود المشتركة.
- اتفاقية عام 1903 وبموجبها قام الممثل البريطاني الرائد غوين بعملية ترسيم الحدود ولا يزال هناك نزاع حول المناطق الواقعة شمال جبل دجليش.
- اتفاق 1972 من أجل حل النزاع الحدودي ودياً، حيث اتفقت حكومتي إثيوبيا والسودان على الشروع في عملية إعادة الترسيم من جبل دجليش جنوبا ودراسة المشكلة الناجمة عن الاستيطان والزراعة من قبل مواطني أي من الدولتين في أراضي الدولة الأخرى. وبعد شهرين من توقيع المذكرات، ابلغت منظمة الوحدة الأفريقية، الإتحاد الإفريقي حالياً، إثيوبيا بمصادقة حكومة السودان على هذا الاتفاق، وذلك وفقا للمادة 102 من ميثاق الأمم المتحدة. وقد نص الاتفاق على ضرورة إيجاد تسوية ودية للمشكلة الناجمة عن الزراعة والاستيطان باعتبارها شرطا أساسيا لإعادة ترسيم خط غوين شمال جبل دجليش.
- اتفاق 1974 لتشكيل لجنة الحدود المشتركة المعنية بإعادة ترسيم حدود جنوب جبل دجليش [3]

## التغلغل الإثيوبي
بدأ توغل المزارعين الأثيوبيين في الأراضي السودانية بشكل ملحوظ في الفترة من 1957 وحتى 1964 وكان عددهم في بداية الأمر لا يتجاوز 7 افراد فقط يمارسون مهنة الزراعة على مساحة من الأرض قدرها حوالي 3 آلاف فدان في منطقة الفشقة الكبرى بجبل اللكدي، وفي الفترة من 1964 وحتى 1967 نما عددهم ليصل إلى 27 مزارعا وتمددت مساحة مزارعهم إلى 33 ألف فدان، ثم أخذ العدد في التزايد باضطراد ليصبح 52 فرداً في عام 1991 ينتشرون في مساحة قدرها 84.500 فدان، وبلغ العدد حوالي 1956 شخص في عام 2004 حسب إحصائية رسمية للجنة مشتركة من الجانبين يستغلون مساحة تقدر بحوالي 754 ألف فدان.

## إعادة ترسيم الحدود
جرت مفوضات بين الجانبين لإعادة ترسيم الحدود ووضع العلامات واكتملت كافة ترتيبات ترسيم الحدود بين البلدين، حيث تم تحديد إحداثيات خط قوين ووضع العلامات والجدول الزمني للترسيم، والتكلفة، وينتظر فقط التوجيه المركزي من حكومتي البلدين، ووضع الميزانيات له للبدء في عمليات التنفيذ، في حين وجهت منظمة الوحدة الأفريقية بإكمال ترسيم الحدود بين البلدان الأفريقية قبل نهاية عام 2016.

لكن التصعيد الذي شهدته المنطقة، حين استغل الجيش الإثيوپي محاولة اغتيال الرئيس المصري الأسبق حسني مبارك والتي تم توجيه الاتهام فيها إلى الحكومة السودانية، وسيطر على المنطقة مجدداً عام 1993.
في يونيو / حزيران 2021، اتفقت حكومتي السودان وإثيوپيا على تهدئة الأوضاع الأمنية في المنطقة الحدودية، ما يعني بقاء الوضع الحالي على ما هو عليه، وتزامن ذلك مع محادثات عسكرية رفيعة جرت بين الجانبين وخلصت إلى نقل الأزمة إلى المسؤولين السياسيين للبلدين.

## التواجد الاثيوبي والمواجهات

### الأمهرا والولغاييت
كان المزارعون الإثيوبيون الذين دخلوا الفشقة ينتمون في اغلبيتهم إلى قومية الأمهرا ويأتون سنوياً إلى المنطقة لإستغلال ارضها الخصبة في الزراعة اعتقادا منهم بأن الأرض تابعة لهم رغم الإعتراف الإثيوبي الرسمي بتبعيتها للسودان. وقد أخذ هدا التواجد في بدايته شكل حيازة الأرض عن طريق الإيجار حيث قام ثمة مزارعين سودانيين بتأجير قطع أراضيهم لنظراء إثيوپيين إيجاراً عرفيا، بمعنى أنه إيجار لا يتم فيه اتباع السبل القانونية والرسمية، حيث يأتي المزارعون الإثيوپيون عبر سماسرة ووسطاء سودانيين ويستأجرون أراض مساحتها آلاف الأفدنة بمبالغ كبيرة جداً، وغالباً ما يكون الاتفاق شفهياً غير مكتوب بحضور شهود وهذه عادة تسود المنطقة منذ سنوات طويلة. ويعتمد الأمهرا في حمايتهم أثناء تواجدهم داخل الفشقة على استئجار افراد من عصابات الشفتا التنشطة في اريتريا واثيوبيا منذ امد طويل وتتكون هذه العصابات المزودة بأسلحة نارية من افراد ينتمي أغلبهم إلى اثنية ولغاييت القاطنة في المنطقة ويقومون بقطع الطرق في اريتريا واثيوبيا ويمارسون عمليات سلب ونهب في المزارع داخل الحدود السودانية والتي تصل إلى حد القتل في بعض الحالات كما حدث في يوليو / تموز عام 2015 عندما لقي 16 مواطنا سودانياً مصرعهم. وتعلم السلطات في البلدين جيداً بهذا النوع من الايجارات من الباطن، لكنها لا تستطيع فعل شيْ تجاهها لأن العملية تتم في غيابها بعيداً عن انظارها. وغالباً ما تكون مدة الإيجار في فصل الخريف، حيث يوافق صاحب الأرض السوداني تأجير أرضه للإثيوپي لموسمين أو ثلاثة أو خمسة بمبالغ طائلة تفوق قيمة الأرض نفسها.

### المستوطنات والمعسكرات والمزارع
تركز التواجد الاثيوبي في منطقة الفشقة الكبرى قبل إعادة انتشار القوات السودانية في 7 مناطق ما بين معسكرات ميدانية وسط الحقول ومستوطنات سكنية وحقول واسعة المساحة تعرف بالمشاريع وهي:

#### المعسكرات الإثيوبية
- معسكر العلاو الواقع جنوب شرق مركز عسكري للجيش السوداني بالعلاو بحوالي كيلومتر واحد (0.621 ميل)، وداخل الأراضي السودانية بنحو 24 كيلومتر (14.912 ميل)
- معسكر تومات اللكدي الواقعة شرق محطة اللكدي بحوالي 3 كيلومترات (1.864 ميل) داخل أراضي السودان على الطريق الممهد الذي يربط اللكدي بمدينة الحمرة الإثيوبية، ويبعد عن الحدود الدولية 5 كيلومترات (3.106 ميل) داخل أراضي السودان
- موقع تبة سربي بعمق 3 كيلومترات (1.864 ميل)
- معسكر هلكا عصارة بعمق 22 كيلومتر (13.670 ميل)
- معسكر تسفاي كحساي بعمق 9 كيلومتر (5.5923 ميل)
- معسكر قوات الشرطة الفدرالية الإثيوبية بعمق 5 كيلومتر (3.106 ميل)
- معسكر الجمارك الإثيوبية بعمق 5.5 كيلومتر (3.417 ميل)

#### المستوطنات الإثيوبية
شيد الإثيوبيون 7 مستوطنات داخل الفشقة وهي:
- مستوطنة برخت على مسافة 5 كيلومترات (3.106 ميل) من الحدود الدولية بداخل الأراضي السودانية
- مستوطنة مارشايبت بعمق 8 كيلومتر (4.970 ميل) داخل السودان
- مستوطنة سفاري بعمق 1.5 كيلومتر (0.932 ميل)
- مستوطنة شايبيت وتضم بداخلها مركز مليشيات اثيوبية بعمق 14 كيلومتر (8.699 ميل)
- مستوطنة أتلاي
- مستوطنة بري
- مستوطنة قطر اند التي تتواجد فيها مليشيات اثيوبية وتتمركز بعمق 10 كيلومتر (6.213 ميل) داخل الفشقة

وكان السودان قد أكد بأن قواته تمكنت من استعادة نحو 90% من أراضي الفشقة وتبقت منطقتان فقط هما منطقتي القطران (قطر اند) وخور حمر

#### المشاريع الزراعية الإثيوبية
أهم المشاريع الزراعية الاثيوبية بأرض الفشقة السودانية جنوب وشرق جبل اللكدي وشرق نهر باسلام هي:
- مشروع شرق اللكدي
- مشروع فتاجو ابرقا اللكدي
- مشروع عبد الرحمن سراج
- مشروع القشيه ألمو
- مشروع باشاي إبراهيم
- مشروع علي رفاعي
- مشروع مجرنيس
- مشروع تسفاي عدوا
- مشروع دنيا ابانفو
- مشروع ملس ردا ـ منطقة دبلوب
- مشروع منطاهون بهبتا
- مشروع منقستو طرونو
- مشروع تخلاي منقشا
- مشروع القس يسياري ـ منطقة الهشابة
- مشروع زودو رمسليس
- مشروع اسملاش
- مشروع محمد شفا
- مشروع تولي لوت
- مشروع اسحاق الماس
- مشروع مصطفى الطاهر
- مشروع تسفاي انساي
- مشروع قسدي
- مشروع عبد الملك عبد القادر* مشروع شنقي منقستي
- مشروع منقستو زودي
- مشروع أببا منفاي* مشروع جيناهون قلي
- مشروع سعيد نور
- مشروع نورد زلاني
- مشروع كروس المايو[8]

#### المواجهات
استغل الإثيوپيون طيلة السنوات الثلاثين الماضية انسحاب الجيش السوداني من مناطق النزاع الحدودية وفي غيابه عملت عصابات الشفتا والميليشيات القبلية المسلحة على طرد وقتل المزارعين السودانيين وعمالهم والاستيلاء على اراضيهم الزراعية وآلياتهم ومعداتهم الزراعية.
وفي النصف الأول من عام 2015 قامت مليشيا أثيوبية مسلحة باعتداء على تجمعات قوات الدفاع الشعبي وشنت هجمات على قرى خور شط، وأب سعيفة، وخور سعد وشنقال واضطر سكانها إلى النزوح إلى منطقة عطرب، الواقعة على الطريق القومي القضارف - القلابات، وتبع ذلك قيام الجانبين السوداني والإثيوبي بعقد اجتماع لإحتواء الوضع وانتهي الاجتماع إلى تشكيل لجنة مشتركة من الجانبين زرات منطقة الأحداث، ومنعت السلطات الأثيوبية المزارعين الأثيوبيين من زراعة تلك الأراضي السودانية.
في مايو/ أيار 2020 ، شهدت ولاية القضارف توترات جديدة بعد تسلسل مليشيات إثيوپية للحدود واعتدائها على المشاريع الزراعية السودانية بمنطقة بركة نورين وقرية الفرسان بمنطقة الفشقة واشتباكها مع قوة عسكرية سودانية في معسكر بركة نورين مما أدى إلى مقتل ضابط برتبة نقيب بالجيش السوداني وطفلة وجرح عدد من العسكريين والمدنيين ونزح آلاف السودانيين من مناطق سكناهم إلى مناطق قريبة نتيجة لهذه الاشتباكات، ليبدأ بعدها الجيش السوداني في تعزيز قواته ونشرها على الحدود فور إندلاع الحرب بين الحكومة الإثيوپية والجبهة الشعبية لتحرير تغراي لمنع تسلل عناصر مسلحة لأراضيه في وقت سمح لأكثر من 47 ألف لاجيء اثيوبي من اقليم تيغراي الإثيوبي عبور الحدود. وفي منتصف ديسمبر / كانون الأول سلم الجيش السوداني نظيره الإثيوپي 50 عسكرياً كانوا سلموا أنفسهم ابان احتدام المعارك بين الجيش الأثيوبي ومقاتلي التيغراي. ِ

#### التحرك السوداني
استدعت الحكومة السودانية السفير الإثيوپي المقيم بالخرطوم كرد على عمليات انتشار الجيش السوداني في الفشقة، وأبلغته إدانتها ورفضها لما وصفته بالاعتداءات التي تأتي في وقت كانت الاستعدادات تجري في الخرطوم لعقد الاجتماع الثاني للجنة المشتركة رفيعة المستوى لقضايا الحدود التي يرأسها من الجانب السوداني وزير رئاسة مجلس الوزراء ومن الجانب الإثيوپي نائب رئيس الوزراء. كما طالبت الحكومة السودانية باتخاذ الإجراءات الكفيلة بوقف مثل هذه الاعتداءت مشيرة إلى أن استدامة التعاون بين البلدين وتطويره لابد أن يبنى على الاحترام المتبادل لسيادة واستقلال وحدود كلٍ منهما وحق شعبيهما في العيش في أمانٍ وسلام واستخدام مواردهما الطبيعية والاقتصادية دون تغول أو اعتداء من أي طرف على الآخر.

### دخول القوات السودانية
في 4 ديسمبر / كانون الأول 2020 دخلت قوات سودانية مناطق في الفشقة قبالة إقليم تيغراي كانت تتوجد فيها مليشيات إثيوبية، على اثر مصرع قائد عسكري سوداني بمنطقة بركة نورين اثناء تبادل للنيران مع مليشيات مدعومة من قبل الجيش الإثيوبي، ونزح آلاف السودانيين نتيجة هذه الاشتباكات إلى مناطق قريبة وأعادت القوات السودانية السيطرة على مناطق زراعية متاخمة لإثيوبيا لأول مرة منذ 25 عاماً بعد اشتباكات محدودة وسيطر الجيش السوداني على معسكر خور يابس داخل الفشقة الصغرى قبالة بركة نورين. وفي تلك الأثناء أكد الفريق عبد الفتاح البرهان رئيس مجلس السيادة الانتقالي السوداني أن ما يحدث في المنطقة الشرقية المتاخمة لحدود السودان مع إثيوبيا، هو «إعادة انفتاح وانتشار للقوات المسلحة السودانية داخل أراضيها، وإنها لم ولن تتعدى الحدود الدولية أو تعتدي على الجارة إثيوبيا». وأضاف البرهان في خطاب القاه بمناسبة الذكرى الخامسة والستين لاستقلال السودان، قائلاً: «ظلنا نحرص، وما زلنا، على معالجة موضوع التعديات من قبل المزارعين الاثيوبيين والداعمين لهم على الأراضي السودانية عبر الحوار». وأشار إلى انه تم تكوين آليات مشتركة لهذا الأمر مع الوضع في الاعتبار العلاقات الأزلية والخاصة بين الشعبين السوداني الأثيوبي، مؤكدا على أن نهج الحوار والتفاوض سيظل هو الهادي حتى يأخذ كل ذي حق حقه حسب قوله. وكان الجيش السوداني قد بدأ تعزيز قواته في المنطقة منذ مطلع نوفمبر/ تشرين الثاني 2020 حيث نشر قوات إضافية على المنطقة الحدودية فور إندلاع حرب تغراي بين الحكومة الإثيوپية والجبهة الشعبية لتحرير تغراي، لمنع تسلل عناصر مسلحة لأراضيه في وقت سمح لأكثر من 47 ألف لاجيْ عبور الحدود. وفي منتصف ديسمبر / كانون الأول سلم الجيش السوداني نظيره الإثيوپي 50 عسكرياً كانوا قد وفدوا إلى السودان ابان احتدام المعارك مع جبهة التغراي والجيش الفيدرالي الاثيوبي.

### سيطرة الجيش السوداني
وفي 29 ديسمبر / كانون الأول 2020 أعلن الجيش السوداني استعادته السيطرة على معظم الأراضي السوادنية على الحدود مع إثيوبيا التي كانت بيد عصابات الشفتا والتي تفوق المليون فدان من الأراضي الزراعية، بالإضافة إلى بلدات حدودية بكامل خدماتها. وأعلن الجيش السوداني في وقت لاحق بأن عملية إعادة الانتشار هذه نجحت وأنه قد تمكن من استعادة 95% من الأراضي السودانية التي كانت تحت سيطرة المليشيات الإثيوپية بعد أن دحر الميليشيات من مشروعي إبرة وتدلي وطاردهم حتى مستوطنة برخت على الحدود السودانية الإثيوپية وأقام معسكراً ونقطة ارتكاز في مستوطنة حسن كردي قبالة الحدود مع إثيوپيا لكي يتمكن من صد الاثيوبيين إذا حاولوا العودة إلى المنطقة ومنعهم من التوغل مجدداً ومن ثم إعادة السيطرة كاملة على المساحات الزراعية في الفشقة الكبرى بمحاذاة منطقة تيقراي الاثيوبية بطول 110 كيلو متر (68.35 ميل)ومن جانبها اعلنت إثيوبيا عدم الاعتراف باعادة الانتشار السوداني وطالبت السودان بالعودة إلى الوضع القائم قبل نوفمبر/تشرين الثاني 2020. في المقابل يتمسك السودان بتكثيف علامات الحدود بين البلدين ووضعها بالمسافات المناسبة لتوضيح مسار خط الحدود بناء على الاتفاقية الإثيوپية السودانية 1902 والمذكرات المتبادلة لعام 1972.

## الحشود الإثيوبية
في مايو / أيار 2021 دفعت إثيوپيا بحشود عسكرية ومليشيات من الأمهرا إلى المناطق الحدودية مع السودان، وذلك نحو مستوطنة قطراند الواقعة داخل أراضي منطقة الفشقة الجنوبية السودانية. وجاء تحرك القوات الإثيوپية عقب معارك مع الجيش السوداني في المنطقة، حيث نجح الجيش السوداني في استعادة 20 ألف فدان كان يسيطر عليها الإثيوپيون منذ عام 1995 على بعد 3 كيلو متر (1.86 ميل) من معسكر الأنفال.

## مفاوضات جديدة
انطلقت المفاوضات الحدودية بين السودان وإثيوپيا حول المناطق الحدودية المتنازع عليها في الخرطوم، في 22 ديسمبر / كانون الأول 2020 وسرعان ما تم الإعلان عن عدم التوصل إلى أي اتفاق،  بسبب تراجع الوفد الاثيوبي عن الاعتراف باتفاقية 1903 بين حكومة السودان وامبراطورية إثيوپيا والتى نصت على اعتماد خط قوين أساساً لتخطيط الحدود. وكان من المفترض أن تكون هذه المفاوضات من اجل تكليف اللجان المشتركة بالبدء في عملية وضع ما تبقى من علامات دولية على الحدود وهي قليلة. كانت حجة الوفد الإثيوپي بعدم الاعتراف بخط غوين كونها تمت في العهد الاستعماري، ومن المغالطات في الأمر أن الإنجليز الذين كانوا يحكمون السودان حينذاك وقعوا الإتفاقية نيابة عن السودان مع الإمبراطور الاثيوپي آنذاك منليك الثاني في وقت كانت فيه اثيوبيا دولة ذات سيادة مستقلة ولم تكن مستعمرة لقوة استعمارية. ومن الملاحظ أن اتفاقية 1903 وضعت أيضاً منطقة بني شنقول السودانية ضمن الأراضي الإثيوبية وإن عدم الإعتراف بالإتفاقية يعني ضمنياً إرجاع منطقة بني شنقول للسودان وهي المنطقة المقام عليها سد النهضة.